# Hussin Kamaluddin
Hussin Kamaluddin (auch: Sultan Kamaluddin Malik Al Dzahir) war der sechzehnte Sultan von Brunei nach offizieller Zählung. Er folgte 1710 seinem Cousin Sultan Nassaruddin auf den Thron und herrschte bis zu seiner Abdankung 1730. Nach dem Tod von Sultan Muhammad Alauddin 1737 gelangte er erneut zur Herrschaft und regierte bis zu seiner endgültigen Abdankung 1740, kurz vor seinem Tod.

## Leben

### Herkunft und Familie
Hussin Kamaluddin war der Sohn von Muhammad Ali, des 12. Sultans von Brunei. Seine drei Töchter, Raja Isteri Pengiran Anak Putri, Raja Isteri Pengiran Anak Noralam und Pengiran Isteri Pengiran Anak Bongsu wurden mit Sultan Omar Ali Saifuddin I. verheiratet.

### Regierung
Der Sultan ernannte 1730 seinen Sohn, Pengiran Bendahara Pengiran Anak Untong zum Raja von Dumpil Meruntum, Sabah.
In seiner Regierungszeit wurden auch die Brunei Pitis weiter verbreitet und Goldmünzen geprägt, die als Bild eine Katze trugen und den Titel des Sultans, 'Sultan Kamaluddin Malik Al Dzahir'. Diese Pitis sind daher auch als Kuching Mas (Goldene Katze) bekannt.
Möglicherweise ereignete sich in seiner Herrschaftszeit ein Bürgerkrieg, oder ein Konflikt mit einem anderen regionalen Königreich (Sulu). Diese Annahme basiert auf dem Vorhandensein eines königlichen Plattenpanzers, auf dem das alte königliche Emblem angebracht ist.

### Niederländische Berichte
Die Niederländer von Batavia (heute: Jakarta) sandten am 1. September 1721 einen Brief an den Herrscher von Brunei. In dem Brief adressierten die Niederländer den Herrscher als Paduka Seri Sultan Ma-Alam Malicu Mataram Lalulla Fil Alam (in der Übersetzung: 'Malik al-Zahir Zillu'llahi fil-Alam). Möglicherweise hatten die Niederländer Mataram in die Adresse aufgenommen, da eine der Frauen des Sultans eine Prinzessin von Mataram war: Puteri Raja Buwono Maimun.

## Tod

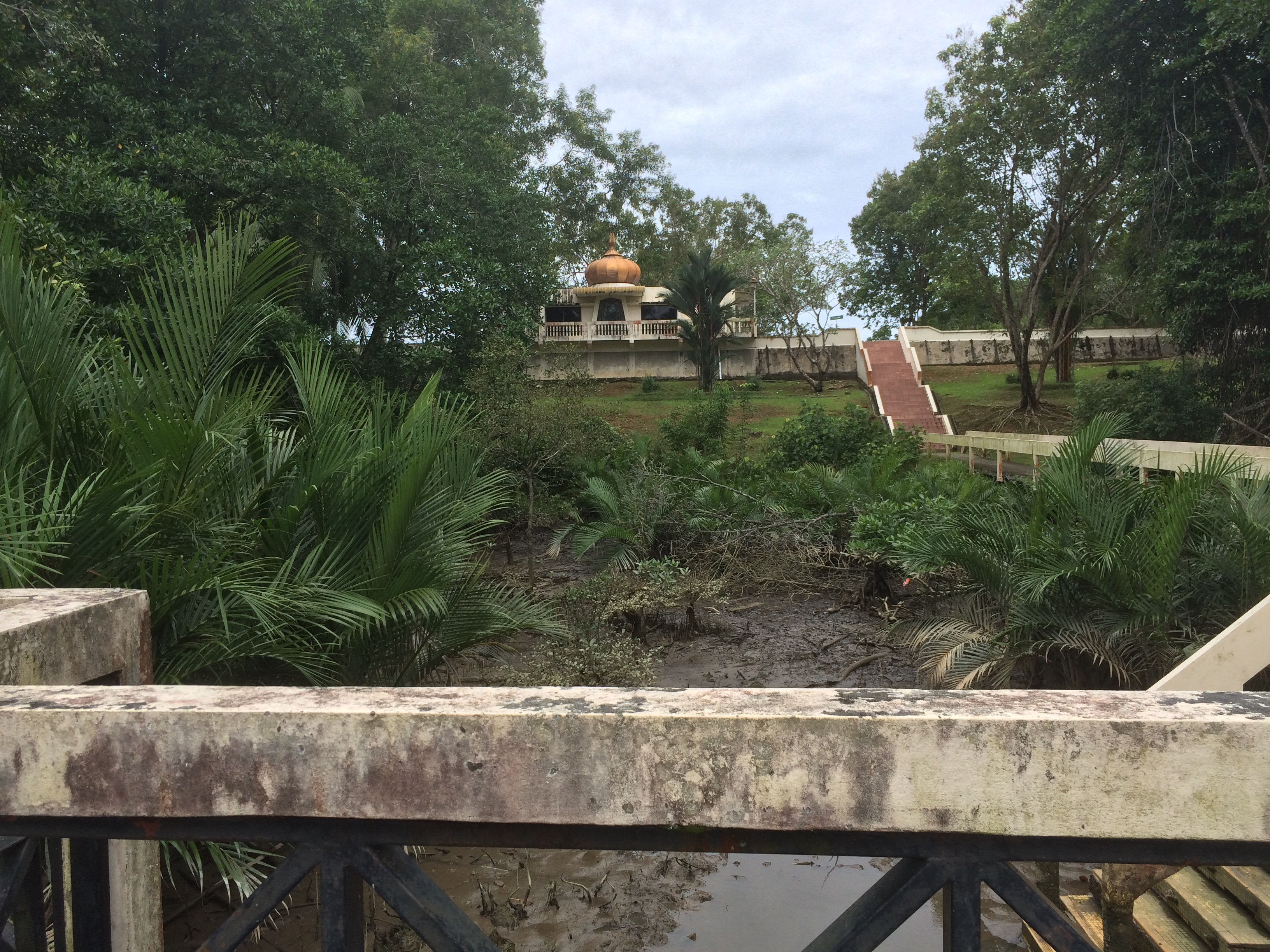
Mausoleum von Hussin Kamaluddin bei Makam Di Luba.

Hussin Kamaluddin starb 1740. Er wurde bei Makam Di Luba in der Umgebung von Bandar Seri Begawan beigesetzt. Nach seinem Tod erhielt er den Titel Marhum Di Luba. Sein Schwiegersohn Sultan Omar Ali Saifuddin I. wurde sein Nachfolger.